# 1714 w literaturze
Wydarzenia literackie w 1714 roku.

## Nowe książki
- John Gay, The Shepherd’s Week (poemat)
- Gottfried Wilhelm Leibniz Monadologia
- John Locke, Collected Works
- Bernard Mandeville, The Fable of the Bees (revised edns. to 1729)
- Bernard Mandeville, Inquiry into the Origin of Moral Virtue
- Delarivier Manley, The Adventures of Rivella
- Nicholas Rowe, Jane Shore (dramat)

## Urodzili się
- 1 stycznia – Kristijonas Donelaitis, litewski ksiądz i poeta (zm. 1780)